# Fabio Santana
Fabio David Santana Rosales (Las Palmas de Gran Canaria, 9 giugno 1992) è un cestista spagnolo.

## Palmarès
- Copa Princesa de Asturias: 1

Oviedo: 2017